# 麥理浩徑

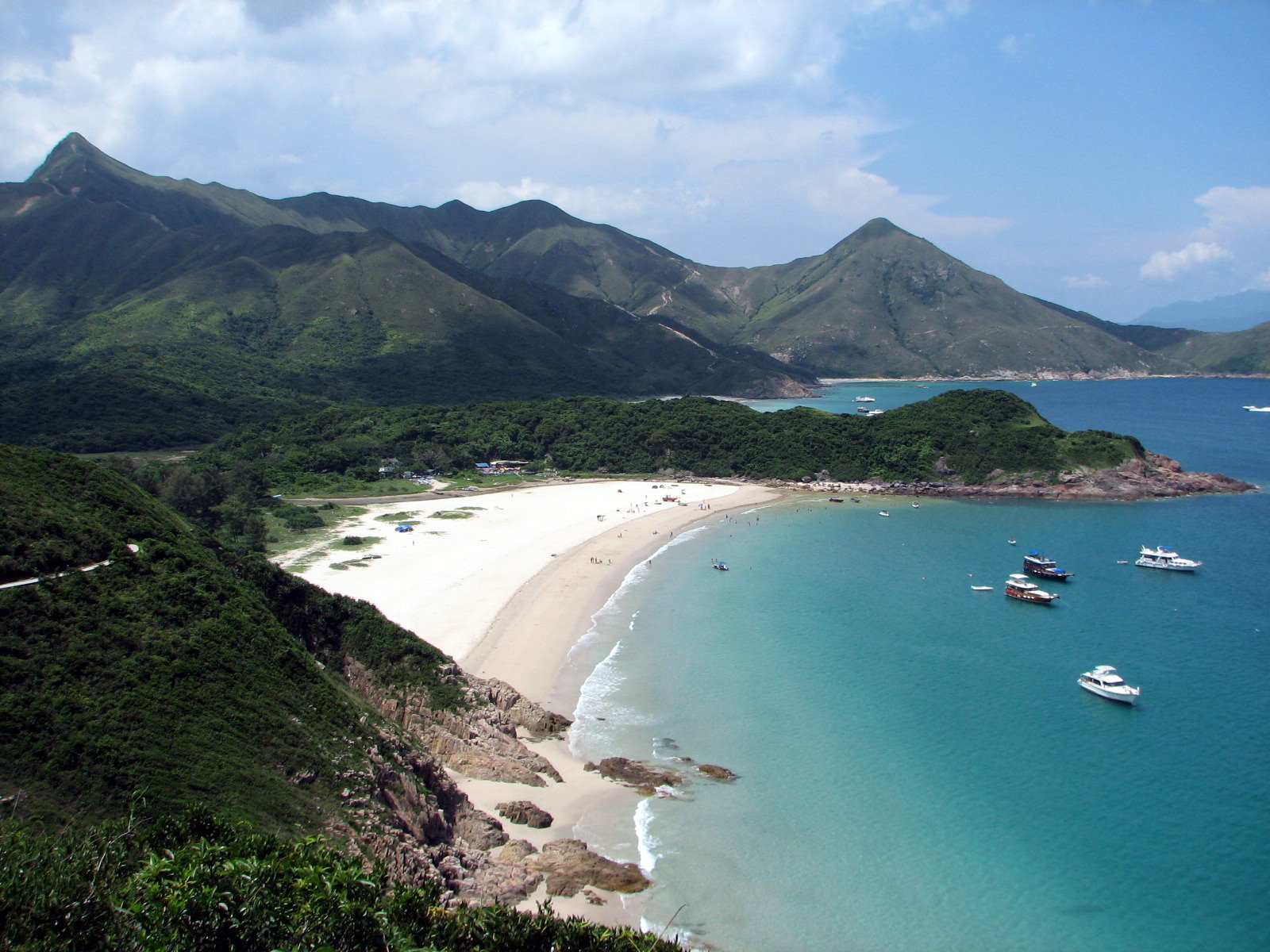
麥理浩徑第二段：西貢大浪灣風光

麥理浩徑（英語：MacLehose Trail）是香港最早啟用的一條長途遠足徑，於1979年10月26日啟用，以時任香港總督麥理浩命名，並且由其本人及時任漁農處（現漁農自然護理署）處長李國士主持剪綵開幕。麥理浩徑是香港最長的遠足徑，全長100公里，共分10段。麥理浩徑共有200支標距柱，約每500米一支。整體呈東西走向，起始於西貢北潭涌（大網仔路及北潭路路口，該路口設有本徑起點標誌），貫穿了西貢東、西貢西、馬鞍山、獅子山、金山、城門、大帽山及大欖等多個郊野公園，以屯門為終點(橫過青山公路及杯渡路路口的輕鐵橋下)。大部分路徑都是依山勢而建，沿途景色多變，可盡覽高山、海灣、水塘等景致。
因應2008年6月7日特大暴雨影響沿途地質及路面穩定性，漁護署於2009年10月1日修改第八（鉛礦坳至荃錦坳）及第十段（田夫仔至屯門）的走線，大帽山道與川龍林道交界的路段改為繞道禾塘崗山脊，至於第十段則捨大欖涌水塘塘畔小徑而深入伯公坳（非大嶼山上同名之伯公坳）再接上通往黃泥墩水塘的車路回原線。
2016年5月3日，國家地理頻道邀得二十位行山愛好者，嚴選全球最佳行山徑「夢想之路」，受訪者包括越野跑手、集團總裁和作家等，麥理浩徑獲評為全球二十條最佳行山徑之一。

## 設立

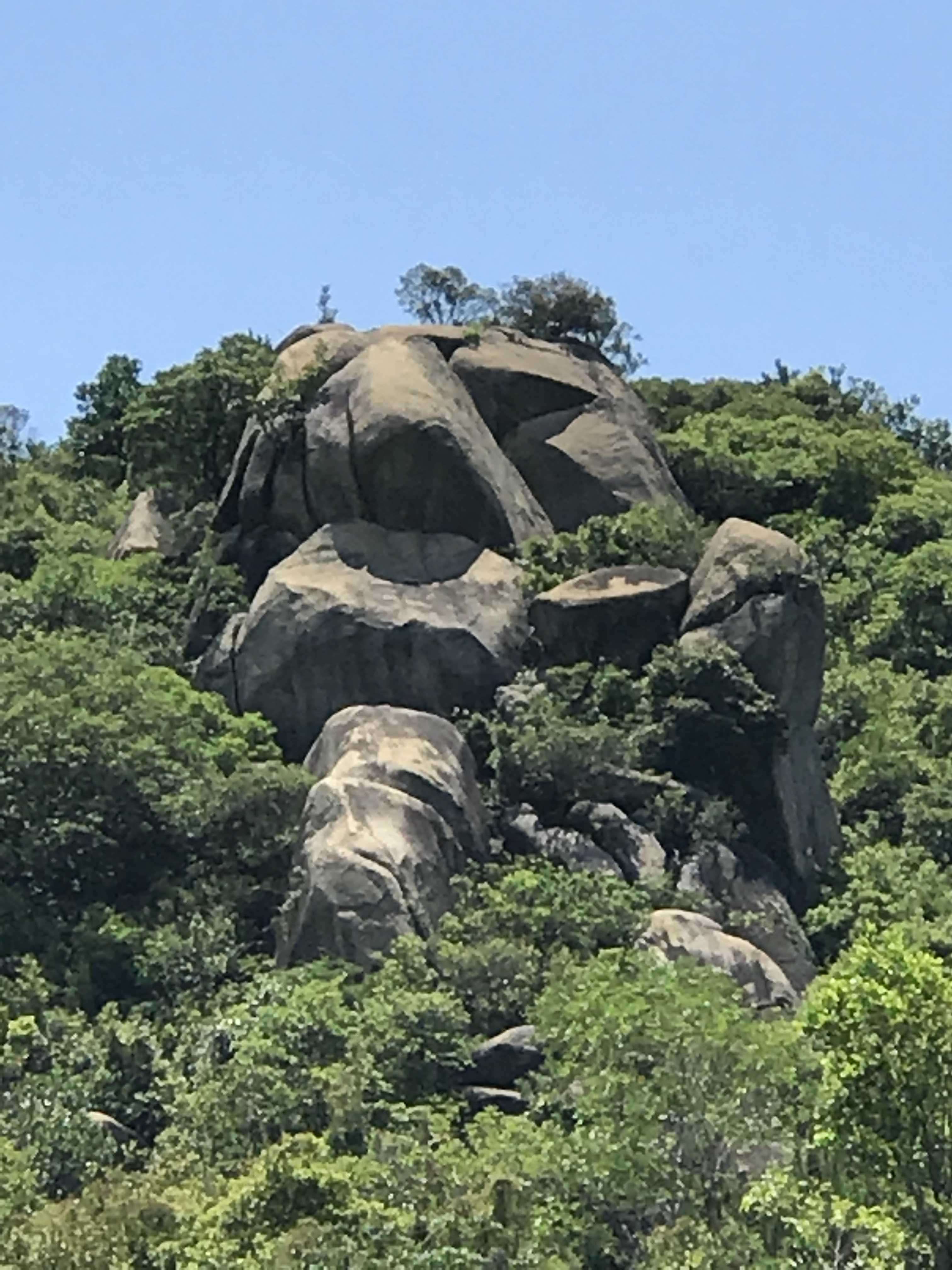
麥理浩徑上的人像石

在酷愛遠足的港督麥理浩大力推動下，《郊野公園條例》於1976年生效，往後數年漁農處劃定多個郊野公園。前漁農自然護理署助理署長王福義指，「當時（漁農處）大家想，差不多劃完郊野公園，不如做一些紀念性的事，主要想慶祝完成郊野公園的劃定，並多謝港督麥理浩對郊野公園的支持。」他又指，另一名來自英國、本身為園境設計師的林務主任莫素珊是麥理浩徑的主要設計者。而高級技術主任蔡文斌領導的小組負責畫製麥理浩徑的地圖。
他又稱，麥理浩徑不是一條新開闢的路徑，只是將原有村路及馬路接駁在一起，走線盡量經過郊野公園。郊野公園人員為山徑去除雜草，加以修葺，並開闢郊遊地點，設立地圖路標及指示牌，將散落郊野的村路及山路變成一條連綿100公里的遠足徑。

## 各段路程
| 路段 | 路線               | 距離(公里) | 需時(小時) | 難度    | 起始标距柱 | 结束标距柱 |
| ---- | ------------------ | ---------- | ---------- | ------- | ---------- | ---------- |
| 1    | 北潭涌至浪茄       | 10.6       | 3          | 1/3颗星 | 000        | 020/021    |
| 2    | 浪茄至北潭凹       | 13.5       | 5          | 2/3颗星 | 020/021    | 048/049    |
| 3    | 北潭凹至企嶺下     | 10.2       | 4          | 3/3颗星 | 048/049    | 068/069    |
| 4    | 企嶺下至大老山     | 12.7       | 5          | 3/3颗星 | 068/069    | 094        |
| 5    | 大老山至大埔公路   | 10.6       | 3          | 2/3颗星 | 094        | 115/116    |
| 6    | 大埔公路至城門     | 4.6        | 1.5        | 1/3颗星 | 115/116    | 124        |
| 7    | 城門至鉛礦坳       | 6.2        | 2.5        | 2/3颗星 | 124        | 137        |
| 8    | 鉛礦坳至荃錦公路   | 9.7        | 4          | 2/3颗星 | 137        | 156        |
| 9    | 荃錦公路至田夫仔   | 6.3        | 2.5        | 1/3颗星 | 156        | 168/169    |
| 10   | 田夫仔至何福堂書院 | 15.6       | 5          | 1/3颗星 | 168/169    | 200        |

難度：
- - 易行之路程
- - 難行之路程
- - 極費力及難行之路程

### 路段簡介
1. 從北潭涌大網仔路與北潭路交界開始，沿著西貢萬宜路繞過萬宜水庫南邊，經過萬宜水庫的西壩和東壩，最後到達浪茄沙灘。[5]
2. 由西貢東郊野公園的北半部，沿郊野公園的邊界而行，跨過高314公尺的西灣山，下吹筒坳、西灣，經鹹田灣，過大浪村西走後登上大浪坳，經赤徑抵北潭凹為終點。[6]
3. 此段從北潭凹開始，登上約400米的牛耳石山後下抵300公尺的嶂上，然後向西南走，經過畫眉山、雷打石和雞公山，下抵企嶺下通往西貢的西沙路。[7]
4. 此段跨過馬鞍山郊野公園：穿過黃竹洋村，向西攀上至馬鞍山山脊（555米），抵昂平、茅坪高地後攀上打瀉油坳及黃牛山、水牛山山腰，然後西行至位於飛鵝山道的基維爾營地[8]。[9]
5. 此段是麥理浩徑最近市區的部分。由基維爾營地起，攀越大老山後西行山脊至沙田坳，再到達495米的獅子山的北面，經458米的畢架山及鷹巢山自然教育徑至大埔公路。[10]
6. 這是麥理浩徑中最短的一段，僅4.6公里，沿路為香港獼猴最密集聚居地。由大埔公路開始，沿金山路到達走私坳，經孖指徑[11]至城門水塘。[12]
7. 這是麥理浩徑的次短段落。由城門水塘上針山、草山，再下行至鉛礦凹。[13]
8. 這段跨越香港最高的大帽山。由鉛礦凹向西登上四方山後沿山脊而行，經四方山涼亭後再登上大帽山山頂後下行至荃錦公路。在2009年10月1日開始，大帽山道與川龍林道交界的路段不再直接經馬路，改經禾塘崗山脊後到達荃錦公路。[14]
9. 從荃錦坳起步，一直緩緩下降，以距離大欖涌水塘2公里的田夫仔為終點。[15]
10. 這是麥理浩徑最長段落。沿大欖涌水塘北面行至西面引水道，沿此向下步至屯門目的地。由2009年10月1日起，部份路段將作永久改道。過了M174及大欖涌水塘紀念碑後，將不再經大欖涌水塘塘畔的小路，而改為繼續沿馬路前行，於一岔口左轉，經過伯公坳後，進入山路大約向西南方走，然後接上通往黃泥墩水塘的車路，下行至M186左右，接回舊路。[16]

## 毅行者
每年11月的其中一個週末(星期五至日)，樂施會均於麥理浩徑舉辦毅行者。毅行者為香港一項主要籌款活動。起點是大網仔路北潭涌閘口，終點原為於掃管軍營，自2009年起更改為元朗保良局賽馬會大棠渡假村。參賽者需於48小時內行完全長100公里的麥理浩徑，最快完成時間約11小時。

## 遠足路線
- . 山全部都係山 www.hkallshan.com. 1月1日  [1/1/2024]. （原始内容存档于2024-06-18）.

## 其他長途遠足徑
- 鳳凰徑
- 港島徑
- 衛奕信徑